# グラニー・ナニー
グラニー・ナニー（Grandy NannyまたはGranny Nanny、1686年 - 1733年）は、ジャマイカのマルーン（逃亡奴隷）の有名なリーダーで、同国で英雄視されている人物である。反乱の指導者として、彼女はいくつかの戦いで、イギリス陸軍への勝利に貢献した。500ジャマイカドル紙幣の肖像にもなっている。

## 概要
グラニー・ナニーはもともと西アフリカのガーナで、アシャンティの一員として生まれて、おそらく奴隷としてジャマイカに連れられてきた。しかし、奴隷の反逆者を支援するために、彼女の部下によって意図的に送られてきた、とするレポートもある。彼女が到着した時、ジャマイカはすでに奴隷の反乱のまっただ中にあった。最大で、最も組織化された反乱集団が、非常によく防御されたマルーンたちの集団であった。
もともと、開拓していたスペインが、17世紀からのイギリスによる侵攻へ対抗するため、1517年から入れていた奴隷を開放し英国軍へぶつける、という経緯により成立したジャマイカのマルーンの構成員は、他のカリブ海やアフリカのそれとは正反対に、パレンケと呼ばれる逃亡奴隷の他、自由なアフリカ人であったが、代金なしでアメリカにやってきた。しかし、イギリスの支配の下では、マルーンのきわめて組織化された性質のために、多くの奴隷は逃亡してマルーンに加わることができた。新しく逃亡した奴隷もまたマルーンとして知られていた。マルーンには古参の解放奴隷で構成される、スパニッシュマルーンと、英国統治時代の新参者によるブリティッシュマルーンの2派閥がある。これが、後述する、ナニーとともに英雄視されるクジョーの率いるリーワードマルーン(西部)、そして彼女率いるウィンドワードマルーン(東部)に纏められる。
　スパニッシュマルーンはスペイン語クレオール、ブリティッシュマルーンは英国クレオール語を使うため、2派閥の人間は混ざり合いにくかったが、カリスマであるナニーはウィンドワードマルーンにおいて、この2つの派閥をまとめ上げている。
プランテーションの所有者による女性の奴隷への残酷な扱いのため、ナニーは彼女の5人の兄弟とともに逃亡することを決めた。彼女の兄弟で最も有名なクジョー(Cudjoe)は、その他の兄弟のアコンポン(Accompong)、ジョニー(Johnny)、カフィー(Cuffy)、そしてクァオ(Quao)の支援とともに、ジャマイカでの多くの奴隷反乱を導いた。
兄弟たちは、彼等が一緒にくっついている場合より、もっとマルーンを組織化できるようにするために、それぞれ分かれることに決めた。そうして、クジョーはセントジェームズへ行き村を組織化した(後に村はクジョー・タウンと名付けられた)。アコンポンはセントエリザベスへ行き、ナニーとクァオはポートランドで彼らの道を作った。クジョーの指揮するリーワード・マルーンは、英国統治時代の逃亡奴隷ブリティッシュ・マルーンで構成された、比較的統一されたものであったという。ただマダガスカル出身者とガーナ出身者の間で、対立があったという。
1720年までに、ウィンドワードマルーンを統括するナニーとクァオはブルーマウンテン山脈の北東部に位置するこの町を組織化し、支配を強めた。 この頃、町はナニータウンと呼ばれるようになる。ナニータウンの600エーカー (2.4 km²)の土地は、動物を育て、作物が成長するのと同様に、逃亡奴隷たちが生活するのに適していた。町はナニーとクァオに率いられていたため、アフリカの典型的なアシャンティ部族と非常によく似た状態で組織化された。
マルーンたちは、街に交易商を送り、食料を武器と布に交換することで、山で生き残ることができた。また、マルーンは武器と食料のために、プランテーションを襲うことで知られていた。大農園を燃やして、奴隷たちをナニータウンへと引き連れた。
ナニータウンは、900フィート(270m)の尾根からストーニー川を見下ろせる、要塞として素晴らしいロケーションだった。イギリス軍による不意打ちは実際には不可能であった。また、ナニータウンのマルーンは、アベン(Abeng)と呼ばれる角笛の音で出動できる指定された戦士と同様に、攻撃への見張りを立てた。この角笛について、檀原は「サンバのホイッスル」が「サンバのホイッスル」同様アフリカ起源である可能性を示唆し、ハイチでのランビと呼ばれるほら貝による伝達を紹介している。
グラニ・ナニーは、奴隷を解放する計画を練ることにとても手際がよかった。50年の期間にわたって、ナニーは800人以上の奴隷を解放したと信じられている。ナニーはまた、ハーブの広大な知識と指導者としての役割によって、奴隷たちが自由で健康でいることを助けた。しかし、奴隷を解放することは、イギリス人を非常に動揺させた。1728年から1734年の間、 ナニータウンはイギリス軍に度々攻撃されたが、掃討に出動し得る人間は3000人で、白人の富裕層はジャマイカへ骨をうずめる気がないためモチベーションと連帯に欠け、一度も害を及ぼされなかった。これは、マルーンは高い降雨量のエリアでの戦闘と、茂みや木に変装することに非常に熟練していたために達成された。マルーンは、イギリス軍をだまし討ちするために囮も利用した。
檀原によれば、彼女はオービア(Obeah(英語版記事))と呼ばれる呪術を修めており、よくそれを使っていたという。
　1739年、自治権を獲得したマルーンは、協定において逃亡奴隷の引き渡しを当時の政府とかわしているため、たびたび奴隷蜂起の鎮圧に駆り出されている。
ジャマイカ政府は、1975年にグラニー・ナニーをナショナル・ヒーローであると宣言した。500ジャマイカドル紙幣には彼女の肖像がある。

## 資料
檀原照和『ヴードゥー大全』夏目書房　2006年